# Radoslav Velikov
Radoslav Velikov, född den 2 september 1983 i Kutsina, Bulgarien, är en bulgarisk brottare som tog OS-brons i bantamviktsbrottning i fristilsklassen 2008 i Peking. 